# 226 (liczba)
226 (dwieście dwadzieścia sześć) – liczba naturalna następująca po 225 i poprzedzająca 227.

## W nauce
- 226P/Pigott-LINEAR-Kowalski

## W kalendarzu
226. dniem w roku jest 14 sierpnia (w latach przestępnych jest to 13 sierpnia). Zobacz co wydarzyło się w roku 226 oraz w roku 226 p.n.e.